# Oorlogskop
Der Oorlogskop ist ein markanter Berg in Namibia mit einer Höhe von 1136 m (nach anderen Angaben 919 m). Der Berg liegt ganz im Südosten Namibias, rund 40 km südöstlich von Warmbad und rund 20 km nördlich des Oranje-Flusses.